# Raj Rajaratnam
Raj Rajaratnam (Tamil ராஜ் ராஜரத்தினம்; * 15. Juni 1957 in Colombo, Sri Lanka) ist ein ehemaliger US-amerikanischer Hedgefondsmanager. Er ist Mitbegründer der Galleon Group, einer Investmentgesellschaft, die mehrere Hedgefonds verwaltete. Er wurde im Oktober 2011 zu 11 Jahren Haft wegen Insiderhandels verurteilt. Im Juli 2019 wurde er in den Hausarrest entlassen.

## Leben
Rajaratnam wurde 1957 als Tamile auf Sri Lanka geboren und besuchte dort die Schule. Nachdem er ins Vereinigte Königreich übersiedelte, studierte er Ingenieurwissenschaften an der University of Sussex in East Sussex. 1981 übersiedelte er in die Vereinigten Staaten und machte 1983 seinen M.B.A. an der Wharton School der University of Pennsylvania.
Seine berufliche Laufbahn startete Rajaratnam als Kreditsachbearbeiter für High-Tech Unternehmen bei der Chase Manhattan Bank. 1985 wurde er Analyst für Elektronikindustrie bei der Investmentbank Needham & Co, deren Präsident er 1991 wurde. 1992 gründete er dort den Hedgefonds Needham Emerging Growth Partners LP, der in Aktien von Technologieunternehmen investierte. 1997 verließ er Needham mit dem Hedgefonds und benannte ihn in Galleon Technology um. Er formte mit drei seiner Arbeitskollegen von Needham die Galleon Group, die mehrere Hedgefonds verwaltete.
Die Galleon Group hatte ein verwaltetes Vermögen von bis zu 8,3 Mrd. Dollar im Jahr 2008, im Oktober 2009 3,7 Mrd. Dollar. Nachdem Rajaratnam in diesem Monat verhaftet wurde, wollten Anleger riesige Summen zurückziehen. Die Hedgefonds wurden daraufhin geschlossen.

## Insiderhandel und Verurteilung
Wegen eines Insiderhandel-Skandals wurde Rajaratnam am 16. Oktober 2009 vom FBI zusammen mit fünf weiteren Managern festgenommen. Durch Insiderhandel soll er nach Berechnung der Staatsanwaltschaft einen Gewinn von 63,8 Millionen Dollar erwirtschaftet haben. Nach Zahlung einer Kaution von 100 Mio. Dollar wurde er am 19. Oktober 2009 wieder frei gelassen.
Vor Gericht plädierte Rajaratnam auf nicht schuldig. Im Mai 2011 wurde Rajaratnam von einer Jury beim US-Distriktgericht in Manhattan, New York, in vierzehn Punkten des Wertpapierbetrugs und der Verschwörung für schuldig befunden. Sein Anwalt kündigte Berufung an. Bis Mai 2011 standen 46 Personen unter Verdacht, Komplizen gewesen zu sein, davon wurden mittlerweile 34 verurteilt. Am 13. Oktober 2011 legte das Gericht das Strafmaß fest, Rajaratnam wurde zu einer Freiheitsstrafe von elf Jahren verurteilt, die längste jemals wegen Insiderhandels verhängte Strafe in den Vereinigten Staaten. Er muss eine Geldstrafe in Höhe von zehn Millionen Dollar zahlen sowie 53,8 Millionen Dollar unrechtmäßigen Gewinn abgeben.  Strafmildernd waren frühere großzügige, gemeinnützige Spenden von Rajaratnam sowie seine schwere Erkrankung. Zusätzlich wurde er im November 2011 in einem Zivilverfahren, angestrengt durch die US-Börsenaufsichtsbehörde SEC, zu einer Strafe von 92,8 Millionen US-Dollar (67 Millionen Euro) verurteilt.
Im Juli 2019 wurde er nach weniger als 8 Jahren Haft aus dem Gefängnis entlassen, den Rest seiner Strafe kann er in seiner Wohnung in Manhattan verbüßen, tagsüber darf er außerhalb arbeiten. Er war bisher im Bundeskrankenhaus Devens, einem Gefängnis außerhalb von Boston, inhaftiert. Er muss keine elektronische Fußfessel tragen, er profitiert von einem Gesetz aus dem Jahr 2018, das Lockerungen für ältere oder kranke Gefängnisinsassen vorsieht.

## Privates
Rajaratnam ist verheiratet und hat drei Kinder. Sein privates Vermögen wurde vom Wirtschaftsmagazin Forbes 2009 auf 1,3 Mrd. Dollar geschätzt (Rang 559).
Er spendete mehr als 3,5 Millionen Dollar an die Tamil Rehabilitation Organization (TRO), deren Vermögen 2007 vom Finanzministerium der Vereinigten Staaten wegen angeblichen Verbindungen zu den Liberation Tigers of Tamil Eelam (LTTE) eingefroren wurde.